# Castrul roman Angustia
Castrul roman Angustia (sau Augustia) se află la nord-est de satul Brețcu, județul Covasna, în fața pasului Oituz.

## Descriere
El este ușor de recunoscut pe teren prin valul de pământ foarte proeminent care închide un patrulater.
Primele săpături au fost realizate în anul în 1877 în interiorul castrului. În acel an s-a descoperit via principalis.
Primele cercetări sistematice au fost întreprinse numai între anii 1925-1926 de Emil Panaitescu. În această perioadă au fost descoperite termele castrului aflate la 100 m de castru.
Ștampilele de pe cărămizi aflate în castru și la terme aparțin unităților militare COH(ors) HIS(panorum) și COH(ors) I BRAC(araugustanorum).
În anul 1950 un colectiv condus de M. Macrea au efectuat noi săpături. Pe terasa largă numită "Cetatea Lupului", s-au descoperit la suprafață pe o întindere de 2-3 hectare fragmente de cărămizi, tigle și ceramică, indicând locul așezării civile (vicus canabae) aflate în apropierea castrului.
Pe teritoriul castrului au fost descoperite mai multe monede: o imitație dacică de argint după o drahmă a lui Alexandru Macedon, un denar republican, un denar imperial de la Vespasian și unul de la Traian.
În anul 1547 a fost descoperită o diploma militară din bronz, datată 14 iunie, anul 92, aparținând unui soldat din flota romană de pe Dunăre, Classis Flavia Moesica.
La ieșire din pasul Oituzului, pe partea stângă a drumului național a fost identificat un turn de pază roman (burgus) de formă patrulateră.
În interiorul turnului au fost găsite cărămizi cu ștampila unităților militare Cohors I Hispanorum și Cohors I Bracaraugustanorum.
În luna mai 2010 Institutul de Arheologie din Frankfurt și Muzeul Național al Carpaților Răsăriteni au efectuat cercetări cu instrumente moderne, scanându-se întrega suprafață a castrului.
Castrul nu este marcat, nu există vreo descripție și nu există nici indicatoare spre castru (mai 2011).